# Atlantic City (Wyoming)
|  | Dieser Artikel wurde aufgrund von inhaltlichen Mängeln auf der Qualitätssicherungsseite des Projektes USA eingetragen. Hilf mit, die Qualität dieses Artikels auf ein akzeptables Niveau zu bringen, und beteilige dich an der Diskussion! Eine nähere Beschreibung der zu behebenden Mängel fehlt. |

Atlantic City ist ein Census-designated place (CDP) in Fremont County, Wyoming, Vereinigte Staaten. Die Bevölkerungsanzahl betrug 2020 laut Volkszählung 54. Das Dorf ist eine kleine Bergwerkssiedlung in einer Bergschlucht nahe dem South Pass im südwestlichen Wyoming. Es wurde im Anschluss an den Goldrausch 1867 als Bergwerkslager gegründet.
Der Ort gilt heute als Ghost town, nachdem die Zahl der Einwohner von ehemals über 2000 zu Bergwerkszeiten bis etwa 1900 auf deutlich unter 100 gefallen war. Seitdem gab es nur noch geringe Schwankungen. In der Streusiedlung gibt es nur wenig Infrastruktur. Seit etwa 2015 steigt die Zahl der Langstreckenwanderer auf dem Continental Divide Trail, der auf dem Kamm quer zum South Pass führt. Seitdem gibt es beschränkte Einkaufsmöglichkeiten im Ort, deren Sortiment sich nach den Bedürfnissen von Wanderern richtet.

## Bildung
Die Schulbildung wird vom Fremont County School District #1 bereitgestellt.